# Aridibacter kavangonensis
Aridibacter kavangonensis es una bacteria gramnegativa del género Aridibacter. Fue descrita en el año 2014. Su etimología hace referencia a la región de Kavango, Namibia. Es aerobia e inmóvil. Tiene un tamaño de 0,6-0,7 μm de ancho por 2,5-3 μm de largo. Crece de forma individual o en cadenas cortas. Catalasa positiva y oxidasa negativa. Forma colonias circulares, blancas y ligeramente rosadas, traslúcidas, convexas y con márgenes enteros. Temperatura de crecimiento entre 12-47 °C, óptima de 36-44 °C. Tiene un tiempo de duplicación de 6,1 horas. Tiene un contenido de G+C de 52,6%. Se ha aislado del suelo de la sabana en Mashare, Namibia. 